# Kenan Haroun
Kenan Baban Haroun (Brussel, 5 juli 2006) is een Belgisch voetballer die onder contract ligt bij KRC Genk. Hij speelt op de positie van centrale middenvelder.

## Clubcarrière
Haroun ruilde in 2018 de jeugdopleiding van PSV voor die van KRC Genk. In december 2023 ondertekende hij z'n eerste profcontract bij Genk. Op 29 maart 2024 maakte hij z'n profdebuut voor Jong Genk, het beloftenelftal van Genk dat uitkomt in Eerste klasse B: in de 1-0-nederlaag tegen Beerschot VA liet trainer Jelle Coen hem in de 85e minuut invallen voor Zaïd Bafdili.

## Clubstatistieken
| Seizoen         | Club            | Land            | Competitie      | Competitie | Competitie | Beker | Beker | Supercup | Supercup | Europees | Europees | Totaal | Totaal |
| Seizoen         | Club            | Land            | Competitie      | Wed.       | Dlp.       | Wed.  | Dlp.  | Wed.     | Dlp.     | Wed.     | Dlp.     | Wed.   | Dlp.   |
| --------------- | --------------- | --------------- | --------------- | ---------- | ---------- | ----- | ----- | -------- | -------- | -------- | -------- | ------ | ------ |
| 2023/24         | Jong Genk       | Vlag van België | Eerste klasse B | 4          | 0          | —     | —     | —        | —        | —        | —        | 4      | 0      |
| 2024/25         | Jong Genk       | Vlag van België | Eerste klasse B | 2          | 0          | —     | —     | —        | —        | —        | —        | 2      | 0      |
| Carrière totaal | Carrière totaal | Carrière totaal | Carrière totaal | 6          | 0          | 0     | 0     | 0        | 0        | 0        | 0        | 6      | 0      |

Bijgewerkt op 25 mei 2025.

## Privé
- Haroun is het neefje van voormalig profvoetballer Faris Haroun.[1]

15 Claes  ·
50 Youndje ·
51 Brughmans ·
52 Da Costa ·
54 Onstein ·
55 Yoshinaga · 
56 De Wannemacker ·
57 Murenzi ·
58 Wamu · 
59 Mirisola ·
60 Lazar ·
61 Van Ingelgom ·
62 Cauwel ·
63 Wasinski ·
65 Akpan ·
66 Bafdili ·
68 Rabhi ·
71 Stevens ·
72 Barry ·
73 Mbavu ·
74 Nuozzi ·
75 Caicedo ·
76 Driessen ·
78 Lukanic ·
79 Nzoko ·
80 Touré ·
81 Boets ·
82 Vliegen ·
84 Sarfo ·
86 Haroun · 
87 Yasuda ·
89 Kim ·
Coach: Van Rumst